# Jerzy Szaniawski
Jerzy Szaniawski (n. 10 februarie 1886, Zegrzynek⁠(d), Gmina Serock⁠(d), Mazovia, Polonia – d. 16 martie 1970, Varșovia, Polonia) a fost un scriitor, dramaturg și eseist polonez; membru ales al prestigioasei Academii Poloneze de Literatură din perioada interbelică. Este cel mai bine cunoscut pentru seria sa de povestiri despre profesorul fictiv Tutka, serie care a fost publicată în presa cotidiană din Republica Populară Polonă. În perioada stalinismului scrierile sale au fost interzise temporar și a fost etichetat  ca „adversar ideologic”.

## Viață și carieră artistică
Szaniawski s-a născut într-o familie de nobili polonezi pe o moșie din Zegrzynek, în estul-central al Poloniei, în timpul Împărțirii Poloniei. Părinții săi au aparținut unei elite culturale locale formată din scriitori ca Maria Konopnicka și Konrad Prószyński. Moșia a fost naționalizată după al doilea război mondial, dar conacul propriu-zis a rămas al său până la sfârșitul vieții sale. Szaniawski a mers la școală la Varșovia și a studiat agricultura la Lausanne, Franța. A debutat în 1912 cu o serie de nuvele scurte care au fost publicate în Kurier Warszawski și în săptămânalul satiric Sowizdrzał. Povestirile sale au fost în scurt timp culese în volumul Łgarze pod Złotą Kotwicą (Mincinoși sub o ancoră de aur, 1928). Prima sa piesă de teatru - o comedie intitulată Murzyn (1917) - a fost pusă în scenă la Teatr Polski din Varșovia dar s-a dovedit a fi un eșec comercial; dar prietenul său, regizorul Aleksander Zelwerowicz, a pus în scenă piesa la Teatrul Juliusz Słowacki din Cracovia în același an, unde a avut un mare succes, cu renumita actriță Irena Solska. De atunci, piesele sale au fost interpretate periodic de multe teatre din Polonia.
În anii 1920, Szaniawski a scris o serie întreagă de piese de teatru, cele mai notabile sunt: Papierowy kochanek (1920), Ewa (1921), Lekkoduch (1923) interpretat de teatrul Reduta; precum și Ptak (Pasărea, 1923), Żeglarz (Marinarul, 1925) și Adwokat i róże (Avocat și trandafiri, 1929) care a primit premiul literar național un an mai târziu. El a publicat în 1924 singurul său roman mai lung, intitulat Miłość i rzeczy poważne (Dragoste și alte probleme serioase). Szaniawski s-a mutat la Varșovia în timpul celui de-al doilea război mondial, a fost expulzat de pe teritoriile anexate de Germania Nazistă. A fost membru al rezistenței poloneze și în 1944 a fost arestat temporar de Gestapo.

## După război și controverse legate de moartea sa
După război, Szaniawski a locuit o vreme în Cracovia, unde a scris celebra sa piesă Dwa teatry (Două teatre) în 1946. A avut premiera în Cracovia la Teatr Żołnierza Polskiego, cu o scenografie de Tadeusz Kantor. Până la sfârșitul stalinismului în Polonia, în 1989, a fost piesa sa cea mai des interpretată. La 76 de ani, Szaniawski s-a căsătorit cu pictorița Anita Szatkowska, care era cu vreo douăzeci de ani mai tânără ca el și care suferea de o boală mintală.
Conform relatărilor martorilor, Szaniawska (născută Szatkowska) l-a înfometat și l-a abuzat pe soțul ei fizic, l-a hrănit cu tencuială dizolvată ca „medicament” și l-a izolat în întregime de lume, până la moartea sa în 1970. Se presupune că ea a fost cea care a incendiat moșia de la Zegrzynek în 1977, provocând moartea a doi okupa care erau închiși în interior. A fost dusă la un spital de boli mintale din Tworki, dar a fugit de acolo. A fost reținută din nou și plasată într-o secție mai sigură din Cracovia, unde a murit în 1991. 
Căsătoria tumultuoasă a lui Szaniawski a fost descrisă într-o piesă din 2006 a lui Remigiusz Grzela intitulată Uwaga, złe psy! (Atenție, câini răi!). Aceasta a fost pusă în scenă la Teatr Wytwórnia din Varșovia și apoi la Teatr na Woli în 2008. Piesa de teatru a lui Grzela a primit premiul Kontrapunkt '07 și premiul Radio Wrocław.

## Lucrări scrise

### Piese de teatru
- Murzyn (1917)
- Papierowy kochanek (1920)
- Ewa (1921)
- Lekkoduch (1923)
- Ptak (1923)
- Żeglarz (1925)
- Adwokat i róże (1929)
- Fortepian (1932)
- Most (1933)
- Dwa teatry (1946)
- Kowal, pieniądze i gwiazdy (1948)
- Chłopiec latający (1949)
- Łuczniczka (1959)
- Dziewięć lat (1960)

#### Żeglarz (1925)
Żeglarz (Marinarul) este o comedie în trei acte din 1925. Intriga piesei se referă la construirea unui monument, prin care locuitorii vor să-l onoreze pe eroul lor, căpitanul Nut. Dar un tânăr istoric, Jan, verifică faptele și distruge legenda, dovedind că Nut trăiește sub un nume fals, iar acțiunile sale nu au fost deloc eroice, dimpotrivă. Însă, în final, legenda devine mai importantă decât adevărul. Piesa a fost considerată una dintre cele mai importante piese ale lui Szaniawski în perioada dinainte de război.

#### Adwokat i róże (1929)
Adwokat i róże este o comedie în 3 acte din 1929, considerată una dintre cele mai mari piese de teatru din perioada interbelică. Protagonistul principal al piesei este avocatul pensionat Wilcher, care în prezent se ocupă de creșterea trandafirilor. Nu a mai lucrat în profesia care l-a făcut celebru de zece ani, iar acum se dedică unei noi pasiuni. A crescut un trandafir, pe care l-a numit după soția sa Dorothy și pentru care a câștigat un premiu. Cu timpul, însă, dragostea pentru soția sa a dispărut. Wilcher suspectează că cineva îi fură trandafirii din grădina. Până la urmă hoțul este arestat dar unul dintre ofițeri este grav rănit. La scurt timp, fosta sa clientă, acum o doamnă distinsă, care este mama hoțului, îl vizitează pe avocat și-i cere să-i ajute fiul. Wilcher are o dilemă morală. În primul rând, el suspectează că presupusul hoț ar putea fi de fapt amantul soției sale care s-a furișat la ea, iar în al doilea rând, hoțul este acuzat de săvârșirea unei infracțiuni pe proprietatea avocatului. Cu toate că Wilcher este un avocat cu mare experiență, situația în care se află acum reprezintă testul său final din viață. Ca și în alte lucrări ale lui Szaniawski, eroii sunt prezentați într-o reflecție filozofică.

#### Dwa teatry (1946)
Drama Dwa teatry (Două teatre) are o structură complexă. Actul I are loc înainte de al doilea război mondial. Prezintă într-un mod realist viața teatrului și a regizorului. Actul II urmează convenția „teatrului în teatru”, prezentând piesele de teatru Matki (Mama) și Powodzi (Potopul). Aceste două drame sunt piese scurte adevărate ale lui Szaniawski (Matki a fost scrisă în 1937 și anterior a fost intitulată W lesie - În pădure). Actul III are loc în timpul ocupației germane. Prezintă ideea înfrângerii Teatrului Mały Zwierciadła - activitățile teatrului au fost anulate, actorii s-au împrăștiat sau au murit, regizorul este bolnav și nu mai are încredere în piesă. Piesa a fost publicată pentru prima dată în 1946 în revista lunară Twórczości (nr. 12). Premiera mondială a avut loc în 1946 la Teatr Powszechny im. Żołnierza Polskiego (Teatrul soldatului polonez). Producția a fost regizată de Irena Grywińska, scenografia a fost realizată de Tadeusz Kantor, iar Karol Adwentowicz a interpretat rolul regizorului. Piesa a fost de multe ori jucată în Polonia și în străinătate. Până în 1957, a fost cea mai jucată piesă a lui Szaniawski. Mulți ani, a fost pe lista obligatorie de lectură școlară. A fost tradusă, printre altele, în limbile cehă, sârbo-croată, franceză, rusă și germană.

### Teatru radiofonic
- Zegarek (1935)
- W lesie (1937)
- Służbista (1938)
- Srebrne lichtarze (1938)
- Dziewczyna z lasu (1939)

### Alte lucrări
- Miłość i rzeczy poważne (1924) – roman
- Łgarze pod Złotą Kotwicą (1928) –  colecție a povestirilor publicate în presă din 1912
- Profesor Tutka i inne opowiadania (1954) - povestiri
- Juliusz Osterwa (1956) – cu J. Hennelową
- W pobliżu teatru (1956) – memorii
- Dramaty zebrane (1958) - piese de teatru
- Profesor Tutka: Nowe opowiadania (1962) - povestiri

### Profesor Tutka

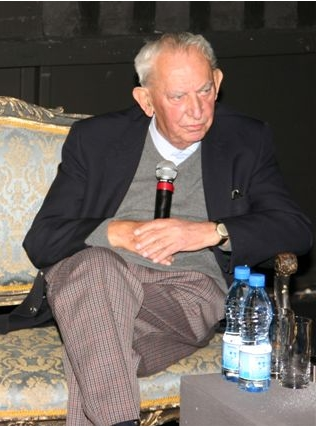
Gustaw Holoubek a interpretat rolul profesorului Tutka

Profesorul Tutka apare în mai multe povestiri scurte aforistice ale lui Szaniawski, adunate în colecțiile Profesor Tutka i inne opowiadania (Profesorul Tutka și alte povestiri, 1954) și Profesor Tutka: Nowe opowiadania (Profesorul Tutka: Povestiri noi, 1962). Povestirile fac referiri la vechile proverbe și basme poloneze. Unele au fost tipărite anterior în presă, în săptămânalul Przekrój. Personajul principal, profesorul Tutka, stă într-o cafenea (mai rar într-un parc sau într-un apartament privat), împreună cu prietenii săi - un judecător, un consilier, un notar, un patron și un medic. De obicei unul dintre interlocutori deschide un subiect - apoi Tutka spune povești din viața sa, mai mult sau mai puțin legate de subiectul respectiv. Poveștile sale aparent banale implică semnificații neașteptate. Se cunosc puține despre profesorul Tutka. Când povestirile au loc, el este deja un om mai în vârstă, elegant. Se știe că în tinerețea sa a călătorit foarte mult.

## Adaptări
Povestirile cu Profesorul Tutka au fost adaptate, din 1966, ca un serial de televiziune denumit Klub profesora Tutki (Clubul profesorului Tutka), în regia și scenariul lui Andrzej Kondratiuk. Profesorul Tutka a fost interpretat de Gustaw Holoubek.
În anii 1966–1968, au fost create 14 episoade din această serie (în 1966 episoadele 1-5, în 1968 episoadele 6-14).